# Philipp Wiesinger
Philipp Wiesinger (sinh 23 tháng 5 năm 1994) là một cầu thủ bóng đá Áo đang thi đấu cho LASK Linz.